# Let’s Catch
Let’s Catch (рус. Давай поймаем) — компьютерная игра для Wii. Разработана компанией Prope и выпущена компанией Sega. Игра приобретается через WiiWare.

## Геймплей
Игра имеет 6 мини-игр:
- Story. Одиночная игра с девятью уровнями. Действие игры происходит в парке.
- Speed Catch. Игра наподобие бейсбола — игроку нужно поймать подброшенный мяч. Каждый подброшенный мяч имеет свою скорость: от 40 км/ч до 240 км/ч.
- Nine Trial. Игроку даётся доска с девятью ячейками. На определённом расстоянии нужно мячом попасть в ячейку. Имеется поддержка четырёх игроков.
- Bomber Catch. Игроки бросают на себя бомбы. Если игрок получил повреждение от бомбы, снимается одна жизнь. Имеется поддержка четырёх игроков.
- High Score. Игроки продолжают бросать шары, чтобы получить высокие баллы. Предоставляется также бонус: можно бросать и ловить без потери мяча. Имеется поддержка двух игроков..
- Free Play. Тренировочный режим, где игроки просто бросают мяч. Имеется поддержка до двух игроков.

## Мнения
Хотя Nintendo Life похвалил игру за представление и управление, но сказал, что в целом Let’s Catch была неглубокой и повторяющийся. IGN назвал режим «Story» в игре «трогательным и уникальным», но также отметил повторяющийся характер игры. Wiiloveit.com порекомендовал приобрести эту игру.